# Caccobius vulcanus
Caccobius vulcanus är en skalbaggsart som beskrevs av Fabricius 1801. Caccobius vulcanus ingår i släktet Caccobius och familjen bladhorningar. Inga underarter finns listade.